# Tommy Rapp
Tommy Rapp (* 1983) ist ein ehemaliger schwedischer Snowboarder. Er startete in den Disziplinen Halfpipe und Big Air.

## Werdegang
Rapp trat international erstmals bei den Juniorenweltmeisterschaften 2001 in Nassfeld in Erscheinung. Dort errang er den 15. Platz in der Halfpipe. Sein Debüt im Snowboard-Weltcup gab er im Januar 2002 in Arosa, wobei er den 24. Platz in der Halfpipe belegte. Bei den Juniorenweltmeisterschaften 2002 in Rovaniemi wurde er Fünfter in der Halfpipe und errang bei den Juniorenweltmeisterschaften im folgenden Jahr in Prato Nevoso den 46. Platz in der Halfpipe. In der Saison 2004/05 erreichte er in Tandådalen mit Platz drei im Big Air seine einzige Podestplatzierung im Weltcup und zum Saisonende mit Platz neun im Big-Air-Weltcup sein bestes Gesamtergebnis. In der Saison 2006/07 absolvierte er in Stockholm seinen 16. und damit letzten Weltcup, welchen er auf dem 51. Platz im Big Air beendete und belegte bei den Snowboard-Weltmeisterschaften 2007 in Arosa den 61. Platz im Big Air.

## Weltcup-Gesamtplatzierungen
| Saison  | Gesamt | Gesamt | Halfpipe | Halfpipe | Big Air | Big Air |
| Saison  | Punkte | Platz  | Punkte   | Platz    | Punkte  | Platz   |
| ------- | ------ | ------ | -------- | -------- | ------- | ------- |
| 2001/02 | -      | -      | 610      | 37.      | -       | -       |
| 2002/03 | -      | -      | 22       | 114.     | -       | -       |
| 2003/04 | -      | -      | -        | -        | 100     | 68.     |
| 2004/05 | -      | -      | -        | -        | 1210    | 9.      |
| 2005/06 | 369    | 167.   | -        | -        | 369     | 33.     |
| 2006/07 | 15     | 313.   | -        | -        | 15      | 93.     |